# Alpha Kappa Alpha

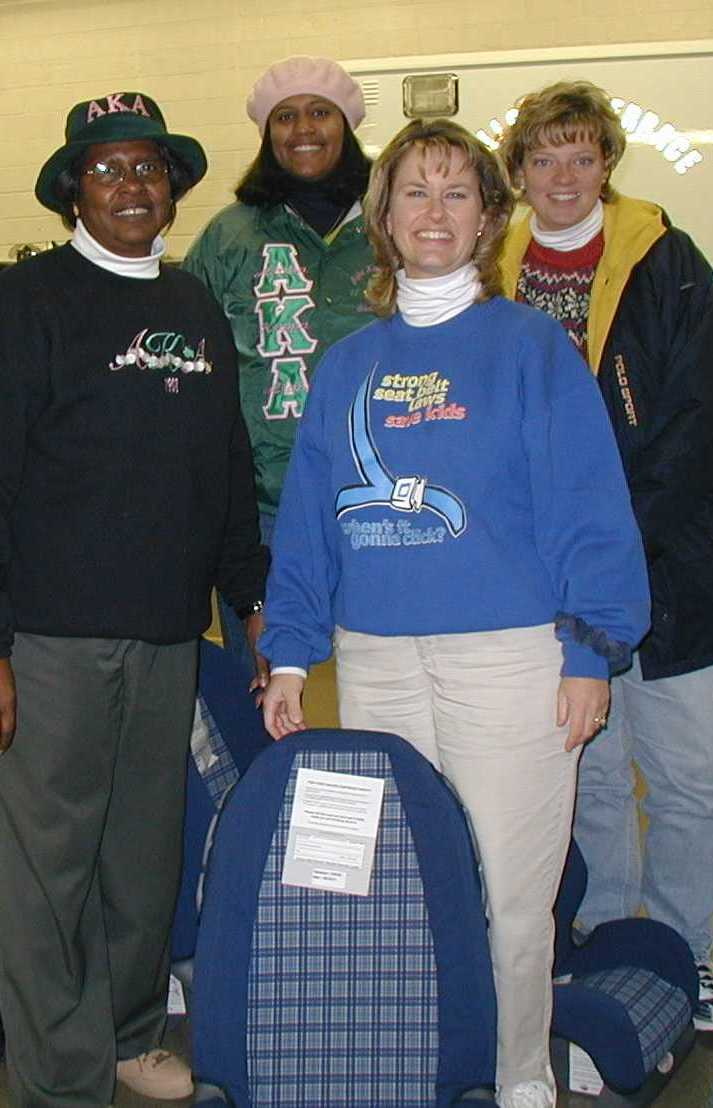
Membres d'Alpha Kappa Alpha lors d'une distribution de sièges enfants à des familles à faibles revenus.

Alpha Kappa Alpha Sorority (AKA) est une société universitaire fondée le 15 janvier 1908, par un collectif de femmes afro-américaines. Elle a pour mission la valorisation du rôle des femmes afro-américaines et la promotion de leurs actions dans la société américaine.

## Une association d'étudiantes

### Contexte des associations étudiantes dans les universités américaines
Alpha Kappa Alpha (AKA en abrégé) fait partie des nombreuses sociétés universitaires des États-Unis, sociétés qui sont soit des fraternelles / fraternité soit des sororales / sororité. Toutes les sociétés se nomment  par des combinaisons de lettres grecques. La plus ancienne est la fraternelle Phi Beta Kappa fondée le 5 décembre 1776 au Collège de William et Mary,.
Les missions de ces sociétés sont diverses : entraide matérielle, soutien aux travaux universitaires, organisation de fêtes, réseau d'insertion professionnelle, valorisation sociale, promotion de l'université,. On compte 800 000 étudiants américains qui appartiennent à ces sociétés. Certaines d'entre elles sont critiquées à cause de leurs pratiques de bizutages à risques et de beuveries,,. Plusieurs sociétés sont responsables de décès de leurs membres, décès consécutifs à des bizutages ou des orgies, d'autres sociétés perpétuent des comportements machistes et racistes,, entachant la réputation d'autres sociétés plus axées sur la culture et les valeurs éthiques et sociales.

### Spécificité d'Alpha Kappa Alpha
La mission d'Alpha Kappa Alpha est fondée sur cinq principes de bases, :
1. Cultiver et encourager l'élévation des normes universitaires et éthiques,
2. Promouvoir l'unité, le soutien et l'amitié entre femmes universitaires,
3. Étudier proposer des solutions  afin d'améliorer le statut social des filles et des femmes
4. Encourager, valoriser la vie universitaire
5. Être au service de toute l’humanité.

Elle offre également des bourses pour étudiantes qui sont dans le besoin.

## Historique

### Débuts
Ethel Hedgeman Lyle (en), étudiante à l'université Howard (réservée exclusivement aux étudiants afro-américains) crée le 15 janvier 1908 la sororité Alpha Kappa Alpha, avec seize étudiantes dont Marie Woolfolk Taylor (en) qui assure le secrétariat de la sororité. Elles sont rejointes par Nellie Quander (en) qui devient la première présidente en 1912 et étoffe la sororité par une constitution.
À chaque anniversaire de la fondation de Alpha Kappa Alpha, des membres se rassemblent vêtus des couleurs du logo : le rose et le vert d'une feuille de lierre, symbolisant la féminité et la résilience.

### Développement (1913-1940)
En 1934,la présidente de Alpha Kappa Alpha, Ida Louise Jackson (en),décide d'envoyer une mission dans l'état du Mississippi, durement frappé par la Grande dépression et les intempéries. Cette mission interviendra pour assurer l'éducation de jeunes déscolarisés, et feront intervenir des médecins de l'Université Howard et de l'école de médecine Tufts University Medical School (en), sous la direction de Dorothy Celeste Boulding Ferebee, (qui deviendra présidente de l'AKA en 1939), elle anime une campagne de vaccination puis dirige le programme de santé de l'état du Mississippi de 1934 à 1941.
En 1930, plusieurs sororités et fraternités afro-américaines se sont développées sur le modèle d'Alpha Kappa Alpha et elles se fédèrent au sein du  National Pan-Hellenic Council, y adhérent en plus de Alpha Kappa Alpha, Omega Psi Phi (fraternité de l'université Howard), Kappa Alpha Psi (fraternité de l'université de l'Indiana) , Delta Sigma Theta (sororité de l'université Howard), et Zeta Phi Beta (sororité de l'université Howard).
En 1930, également, Alpha Kappa Alpha avec d'autres organisations afro-américaines, rejoint la NAACP, dont elle devient membre à vie en 1939.

## Organisation
En 2019, Alpha Kappa Alpha compte 300 000 membres répartis sur plus de 900 chapitres implantés sur le territoire américain, canadien, les pays des Caraïbes et en Afrique du Sud, la liste complète est disponible sur le site d' Alpha Kappa Alpha.

## Membres célèbres
- Diane Abbott,
- Alma Adams,
- Patricia Bath,
- Dorothy Boulding Ferebee,
- Yvonne Brathwaite Burke,
- Angie Brooks,
- Jade Cargill,
- Bonnie Watson Coleman,
- Marvel Cooke,
- Anna J. Cooper,
- Edwidge Danticat,
- Loretta Devine,
- Chryste Gaines,
- Althea Gibson,
- Katie Hall (femme politique),
- Kamala Harris,
- Osas Ighodaro,
- Mary Jackson (mathématicienne),
- Sheila Jackson Lee,
- Katherine Johnson,
- Eddie Bernice Johnson,
- Hazel R. O'Leary,
- Tiffany Mitchell,
- Toni Morrison,
- Sharon Pratt Kelly,
- Phylicia Rashad,
- Sonia Sanchez,
- Terri Sewell,
- Wanda Sykes,
- Regina Taylor,
- Azie Taylor Morton,
- Debi Thomas,
- Morgan Tuck,
- Iyanla Vanzant,
- Dorothy Vaughan,
- Diane Watson,
- Donda West,
- Gladys West,
- Tonique Williams-Darling,
- A'ja Wilson,
- Cassandra Wilson,
- Frederica Wilson.